# Alconeura portoricensis
Alconeura portoricensis är en insektsart som beskrevs av Metcalf 1968. Alconeura portoricensis ingår i släktet Alconeura och familjen dvärgstritar.
Artens utbredningsområde är Puerto Rico. Inga underarter finns listade i Catalogue of Life.